# Taco Roorda
Taco Roorda (Britsum, 19 juli 1801 - Leiden, 5 mei 1874) was een Nederlands theoloog, letterkundige en hoogleraar in Amsterdam, in Delft (aan de Koninklijke Akademie te Delft) en in Leiden.

## Levensloop
Roorda werd geboren in het Friese Britsum, als zoon van de predikant R. Roorda en Martina Gravius. Van 1818 tot 1823 studeerde hij theologie aan de Rijksuniversiteit Groningen, en vervolgens oosterse talen aan de Universiteit Leiden in 1823-24. In 1825 promoveerde hij daar in de letteren onder Hendrik Arent Hamaker.
Na zijn studie begon Roorda als predikant in Lutjegast. Hij verhuisde in 1827 naar Burgwerd. In 1828 kreeg hij een aanstelling als buitengewoon hoogleraar in de oosterse talen, de Hebreeuwse oudheden en de exegese van het Oude Testament aan het Athenaeum Illustre te Amsterdam. In 1834 kreeg hij aldaar een aanstelling als gewoon hoogleraar in de bespiegelende wijsbegeerte en in de oosterse talen.
Bij de oprichting van de Koninklijke Akademie te Delft in 1842 werd Roorda aangesteld als hoogleraar taal-, land- en volkenkunde. Nadat dit instituut in 1864 was opgeheven, verhuisde hij naar Leiden waar hij verder diende als hoogleraar Javaans aan de Rijksinstelling voor onderwijs in ind. taal-, land en volkenkunde.
In 1855 werd Roorda benoemd tot lid van de Koninklijke Nederlandse Akademie van Wetenschappen.

### Persoonlijk
Hij huwde op 14 juni 1826 met Maria de Jong.

## Publicaties, een selectie
- Specimen doctrinae theologicae, exhibens commentarios in aliquot Ieremiae loca. Groningae : apud W. Van Boekeren, 1824.
- Javaansche wetten, namelijk de nawålå-pradåtå, de anggĕr-sadåså, de anggĕr-agĕng, de anggĕr-goenoeng en de anggĕr-aroebiroe. Amsterdam : Johannes Müller, 1844.
- Javaansch-Nederduitsch woordenboek, met J.F.C. Gericke. Amsterdam : Müller, 1847-1952.
- Over de deelen der rede en de rede-ontleding of logische analyse der taal, tot grondslag voor wetenschappelijke taalstudie. Leeuwarden : G.T.N. Suringar, 1852.
- Javaansche grammatica, benevens een leesboek tot oefening in de Javaansche taal, Amsterdam, Johannes Müller, 1855.
- De Wajangverhalen van På°la-sårå, Pandoe en Raden Pandji, 's-Gravenhage : Martinus Nijhoff, 1869.